# كوستا بسكا

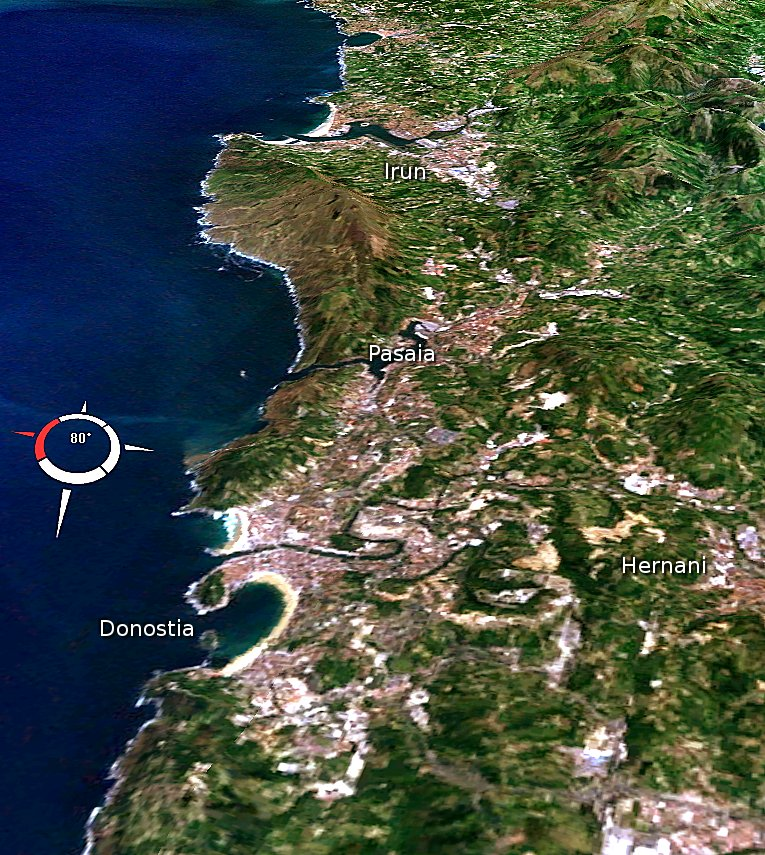
كوستا باسكا، إسبانيا.(صورة من القمر الصناعي)

كوستا بسكا أو كوستا باسكا (بالإسبانية:Costa Vasca) أي ساحل باسكي، وهو الساحل الإسباني على المحيط الأطلسي. وهو في خليج بسكاي في شمال إسبانيا وفي الجزء الجنوبي الغربي من فرنسا.
يتميز ساحل كوستا فاسكا بخضرته وموقعة بين البسكايا والبيرينين. بعض مناطقه الساحلية عالية وشديدة الانحدار، وتوجد بين تلك المرتفعات الساحلية شواطيء رملية، والشهور منها في الجانب الفرنسي من الساحل في منطقة بياريتز وفي إسبانيا في منطقة دونوستيا-سان سباستيان.

## صور من كوستا باسكا

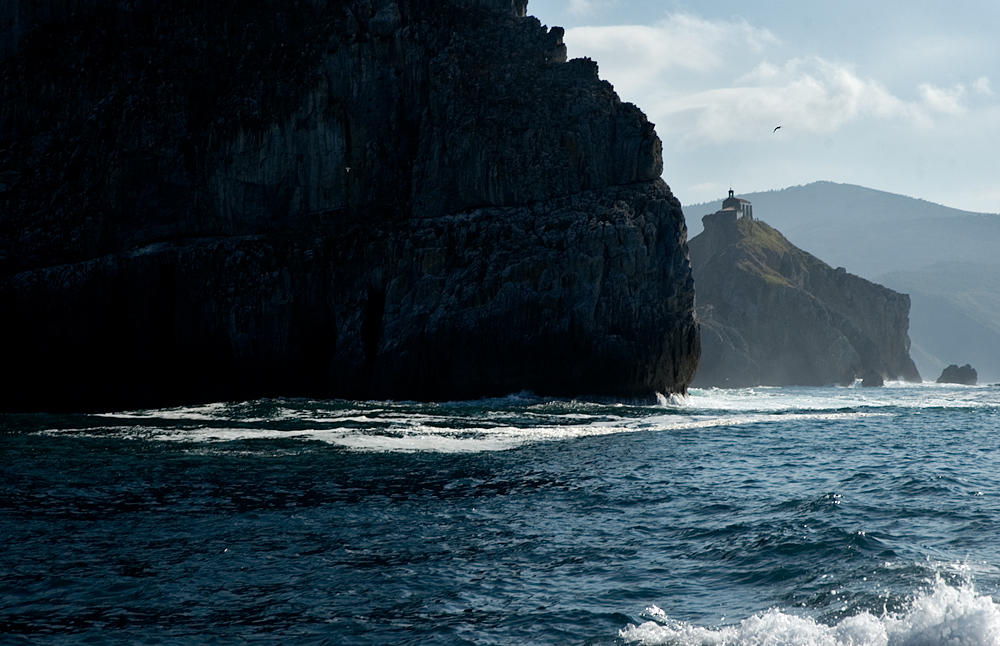
جزيرة سان خوان دي غاستيلوغاتكس وجزيرة أكويش
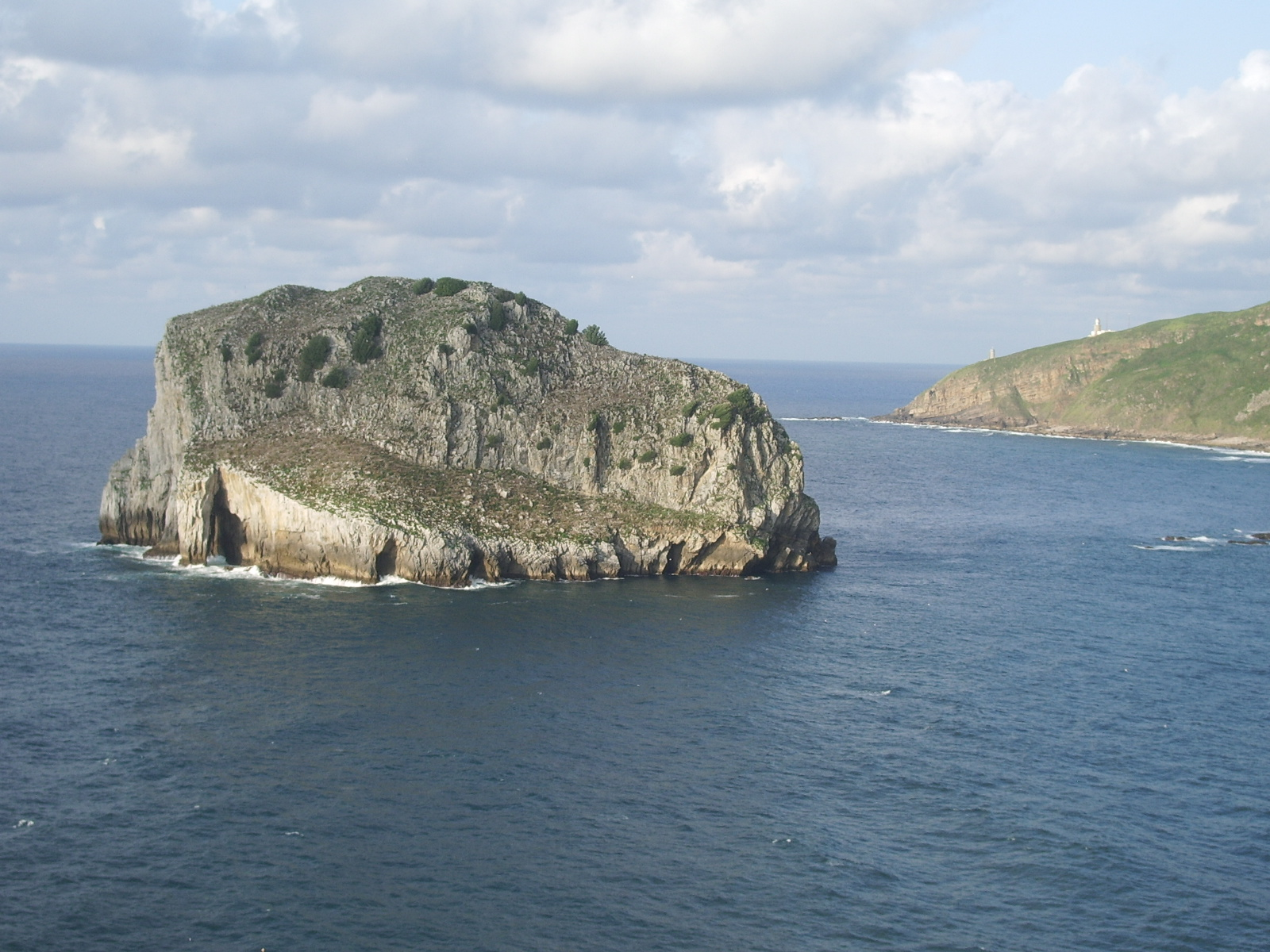
جزيرة أكويش
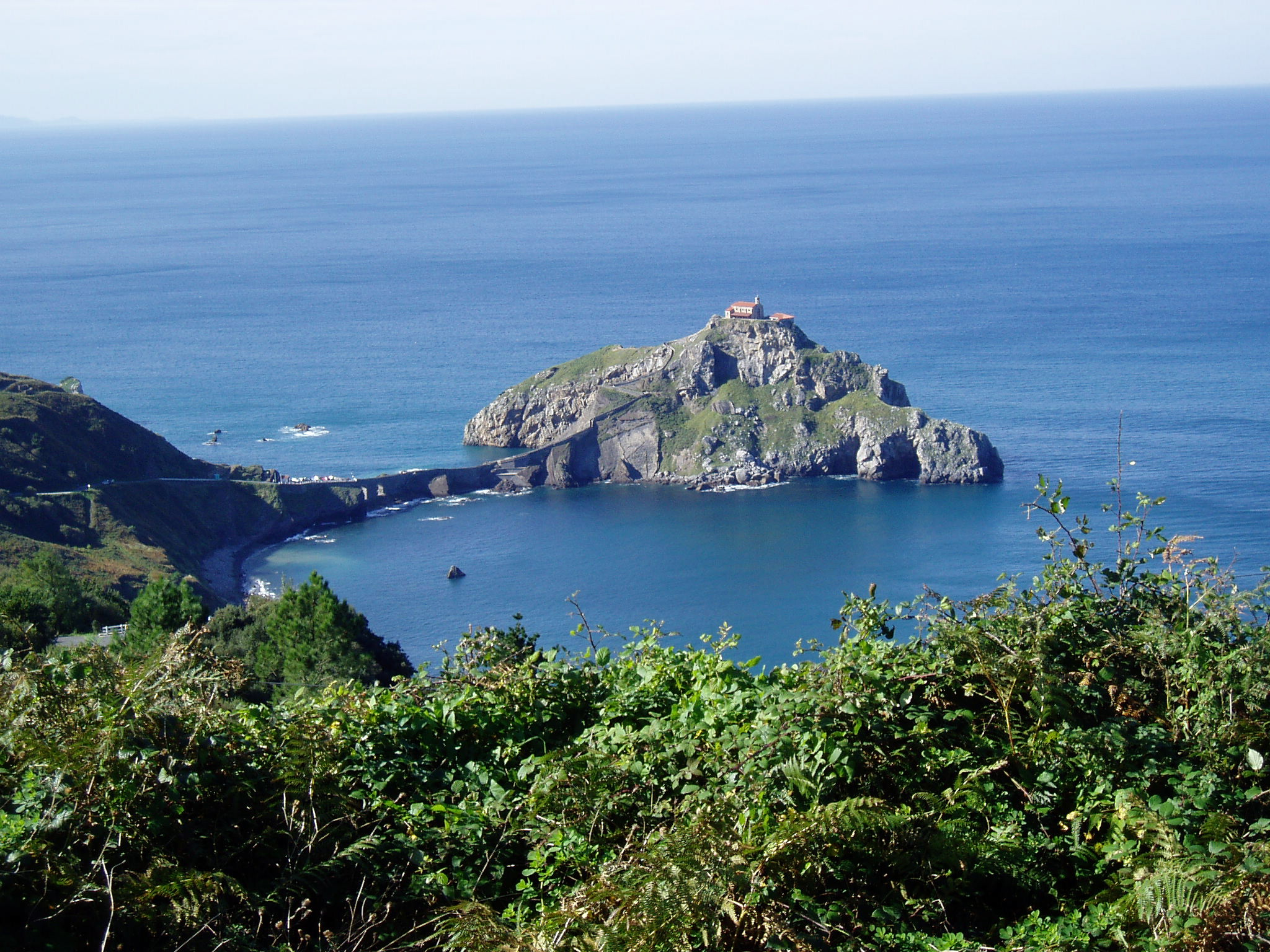
جزيرة سان خوان دي غاستيلوغاتكس
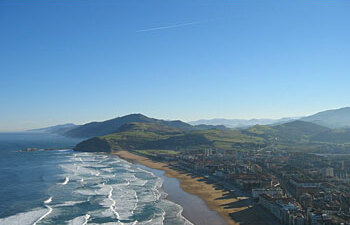
كوستا باسكا عند Zarautz
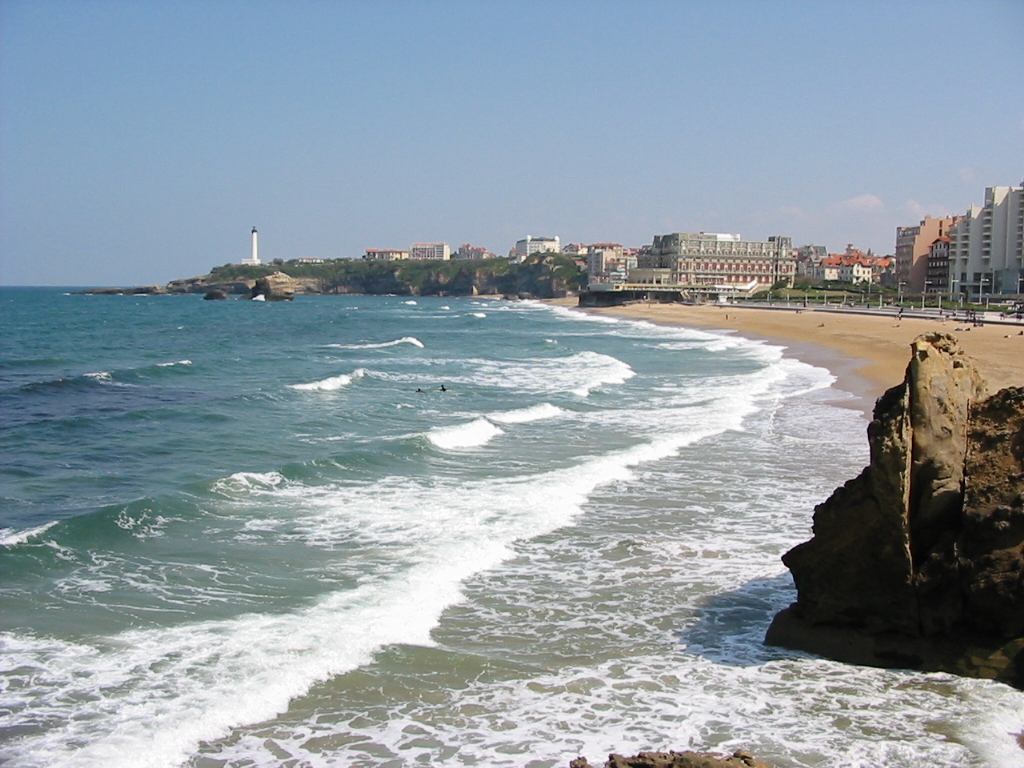
كوستا باسكا عند بياريتز (الجانب الفرنسي)
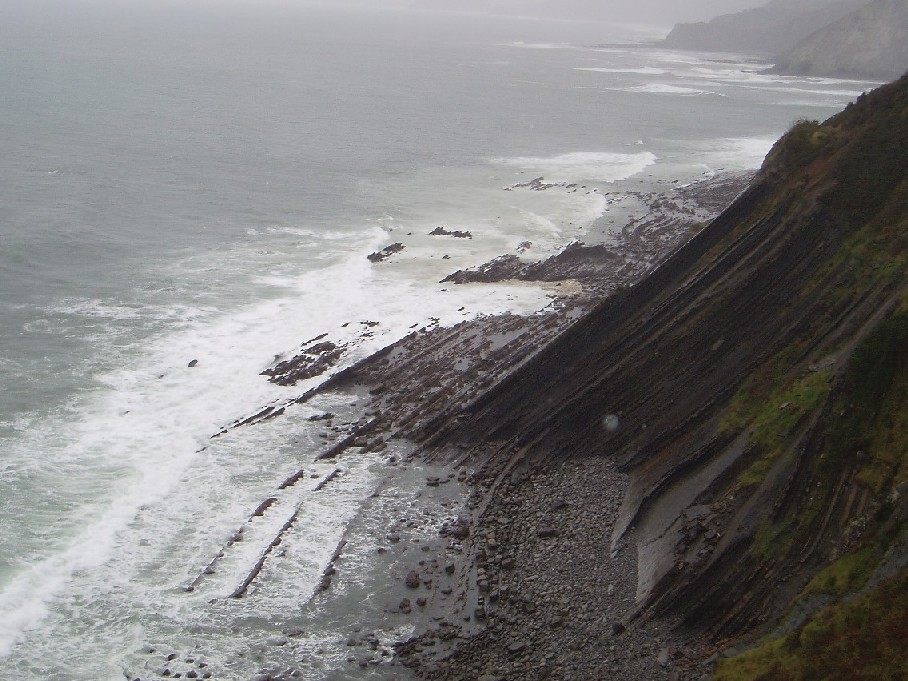
الساحل بين Deba و Zumaia

## اقرأ أيضا
- إقليم الباسك
- إسبانيا
- مدريد